# Valzer
Valzer is een Italiaanse dramafilm uit 2007 onder regie van Salvatore Maira.

## Verhaal
Assunta werkt in een hotel waar een bijeenkomst is van leiders van de voetbalbond. Ondertussen komt de vader van Lucia, een vriendin van Assunta, net uit de gevangenis. Tussen Assunta en Lucia's vader ontstaat een vriendschap waarin beiden troost en nieuwe hoop voor de toekomst vinden.

## Rolverdeling
- Maurizio Micheli: Lucia's vader
- Valeria Solarino: Assunta
- Marina Rocco: Lucia
- Graziano Piazza: de baas
- Eugenio Allegri: de professor
- Zaira Berrazouga: Fatima
- Cristina Serafini: jonge manager
- Giuseppe Moretti: Vittorio
- Francesco Feletti: de assistent van de chef
- Francesco Cordio: de jonge trainer
- Benedicta Boccoli: Maria
- Rosaria Russo: mevrouw Hammam

## Productie
Valzer ging in première op het 64e Filmfestival van Venetië.